# Lista episoadelor din Micul meu ponei: Prietenia este magică
Aceasta este lista unor sezoane care cuprinde episoade despre serialul animat Micul meu ponei: Prietenia este magică.

### Sezonul 1
- Episodul 1: Prietenia este magică - Partea 1
- Episodul 2: Prietenia este magică - Partea 2
- Episodul 3: Biletul la bal
- Episodul 4: La zețuit de mere
- Episodul 5: Cum să scapi de griffon
- Episodul 6: Vânătoare de laude
- Episodul 7: Dragonul
- Episodul 8: Petrecere în pijamale
- Episodul 9: Zvonuri fără frică
- Episodul 10: Roiul secolului
- Episodul 11: Împachetarea iernii
- Episodul 12: Chemarea semnelor drăguțe
- Episodul 13: Cursa frunzelor
- Episodul 14: Costumații de succes
- Episodul 15: Senzația Pinkie
- Episodul 16: Curcubeul Super-Sonic
- Episodul 17: Stăpâna privirilor
- Episodul 18: Poneii care se dau în spectacol
- Episodul 19: O șaradă cu ponei și cu cai
- Episodul 20: Verdele nu ți se potrivește
- Episodul 21: Ca în vestul sălbatic
- Episodul 23: Cronicile semnelor drăguțe
- Episodul 24: Totul e bine când se termină cu bine

### Sezonul 2
- Episodul 1: Întoarcerea armoniei - Partea 1
- Episodul 2: Întoarcerea armoniei - Partea 2
- Episodul 3: Lecția Zero
- Episodul 4: Prințesa Luna
- Episodul 5: Reuniunea surorilor cu copite
- Episodul 6: Febra semnișoarelor
- Episodul 7: Cel mai bun animal de companie să câștige
- Episodul 8: Misterioasa super iapă
- Episodul 9: Lumea bună
- Episodul 10: Secretele excesului
- Episodul 11: Ajunul Eternei Armonii
- Episodul 12: Ziua aprecierii familiei
- Episodul 13: Gemenii Cake
- Episodul 14: Ultimul rodeo
- Episodul 15: Mașina super rapidă de preparat cidru 6000
- Episodul 16: Citește și plângi
- Episodul 17: Ziua inimilor și a copitelor
- Episodul 18: Un prieten de nădejde
- Episodul 19: Pune-ți copita jos
- Episodul 20: Era și timpul
- Episodul 21: Căutarea dragonului
- Episodul 22: Uraganul Fluttershy
- Episodul 23: Ponyville confidențial
- Episodul 24: Misterul din expresul prieteniei
- Episodul 25: O nuntă în Canterlot - Partea 1
- Episodul 26: O nuntă în Canterlot - Partea 2

### Sezonul 3
- Episodul 1: Imperiul de Cristal - Partea 1
- Episodul 2: Imperiul de Cristal - Partea 2
- Episodul 7: Academia Aerominune
- Episodul 11: Doar pentru parteneri

### Sezonul 4
- Episodul 1: Prințesa Twilight Sparkle - Partea 1
- Episodul 2: Prințesa Twilight Sparkle - Partea 2
- Episodul 3: Mania castelului
- Episodul 4: Îndrăzneața Nu
- Episodul 5: În zbor până la final
- Episodul 6: Super ponei
- Episodul 7: Liliecii
- Episodul 8: Rarity cucerește Manehattan
- Episodul 9: Pinkie Apple Pie
- Episodul 10: Cascada Curcubeului
- Episodul 11: Trei sunt o mulțime
- Episodul 12: Mândrie de Pinkie
- Episodul 13: Simplitate
- Episodul 14: Filli Vanilli
- Episodul 15: Timpul petrecut cu Twilight
- Episodul 16: Nu e ușor să fii briz
- Episodul 17: Un ponei care sa aibă grijă de mine
- Episodul 18: Maud Pie
- Episodul 19: Pentru cine trudește Sweetie Belle
- Episodul 20: Cu capul înainte
- Episodul 21: Proba, proba 123
- Episodul 22: Să facem schimb
- Episodul 23: Manifestarea inspirației
- Episodul 24: Jocurile Equestriei
- Episodul 25: Regatul lui Twilight - Partea 1
- Episodul 26: Regatul lui Twilight - Partea 2

### Sezonul 5
- Sezonul 5 Episodul 1: Harta semnelor drăguțe - Partea 1
- Sezonul 5 Episodul 2: Harta semnelor drăguțe - Partea 2
- Episodul 3: Castel, dulce castel
- Episodul 4: Bloom și griji duium
- Episodul 5: Mulțumesc Scooby Doo pentru amintiri
- Episodul 6: Urmaritul din Appleoosa
- Episodul 7: Fă-ți prieteni noi, dar păstrează-l pe Haos
- Episodul 8: Comoara pierdută din Gripphonestore
- Episodul 9: O felie de viața
- Episodul 10: Prințesa Spike
- Episodul 11: Chef spart
- Episodul 12: Cum să dregi busuiocul
- Episodul 13: Prințesele visează oi magice?
- Episodul 14: Buticul din Canterlot
- Episodul 15: Rarity investighează!
- Episodul 16: Fabricat în Coamanhattan
- Episodul 17: Întrunirea fraților de copite
- Episodul 18: Căutătoarele semnului pierdut
- Episodul 19: Ce știe Pinkie Pie
- Episodul 20: Zdrobitorii de inimi
- Episodul 21: Experta fricii
- Episodul 22: Cum rămâne cu Haos?
- Episodul 23: Clanurile Hooffield și McColt
- Episodul 24: Principala atracție
- Sezonul 5 Episodul 25: Noile semne drăguțe -Partea 1
- Sezonul 5 Episodul 26: Noile semne drăguțe- Partea 2

### Sezonul 6
- Episodul 1: Cristalizarea - Partea 1
- Episodul 2: Cristalizarea - Partea 2
- Episodul 3: Cadoul lui Maud Pie
- Episodul 6: A doua neșansă
- Episodul 8: Poveste de încălzirea inimii
- Episodul 15: După 28 de farse
- Episodul 17: Temnițe și discordii
- Episodul 20: Viva Las Pegasus

### Sezonul 7
- Episodul 1: Sfat Celest
- Episodul 2: Totul la sticlă
- Episodul 3: Mini-emoții mari
- Episodul 4: O prietenie solidă ca stânca
- Episodul 5: Flutershy preia inițiativa
- Episodul 6: Mereu fetiță
- Episodul 7: îndrumare părintească aeriană
- Episodul 8: E greu să spui ceva
- Episodul 9: Apple, cu sinceritate
- Episodul 10: O problemă regală
- Episodul 11: Nu caut probleme
- Episodul 12: Armonie discordantă
- Episodul 13: Para perfectă
- Episodul 14: Faimă și Ghinion
- Episodul 15: Triplă Amenintare
- Episodul 16: Povesti la focul de tabără
- Episodul 17: Îndrăzneața gata?
- Episodul 18: Informații cât să fii sănătos
- Episodul 19: Cum să schimbi un schimbător
- Episodul 20: Nu ești coama sau buricul Pământului
- Episodul 21: A fost odată ca un Zeppelin
- Episodul 22: Semne și Recreere
- Episodul 23: Secrete si plăcinte
- Episodul 24: O legătură deloc comună
- Episodul 25: Jocul Umbrelor - Partea 1
- Episodul 26: Jocul Umbrelor - Partea 2

### Sezonul 8
- Episodul 1: Scoala - Partea 1
- Episodul 2: Scoala - Partea 2
- Episodul 3: Cuplul
- Episodul 4: Te Prefaci până Reușești
- Episodul 5: Bunicuțe Sălbatice
- Episodul 6: Pe Val
- Episodul 7: Piesa de Teatru
- Episodul 8: Harta
- Episodul 9: Competiția
- Episodul 10: Despărțirea
- Episodul 11: Puncte Roșii
- Episodul 12: Puncte pentru Efort
- Episodul 13: Cele Șase
- Episodul 14: O Problema Directorială
- Episodul 15: Clubul Sărbătorilor de iarnă
- Episodul 16: Universitatea Prieteniei
- Episodul 17: Sfârșitul Prieteniei
- Episodul 18: Yakity-Sax
- Episodul 19: Drumul spre Prietenie
- Episodul 20: Îndrăzneții
- Episodul 21: O situație Dificilă
- Episodul 22: Ce Pândeste în Adâncuri
- Episodul 23: Sunetul Tăcerii
- Episodul 24: Știe Tata Cum E Bine
- Episodul 25: Probleme Cu Magia - Partea 1
- Episodul 26: Probleme Cu Magia - Partea 2

Sezonul 9 - În Curând 